# Sunchon
Sunch'ŏn (Koreaans: 순천시) is een stad in de Noord-Koreaanse provincie P'yŏngan-namdo. In 2008 telde de stad ruim 297.000 inwoners. De stad ligt in het westen van het land en bestaat uit 21 buurten (dong) en 11 dorpen (ri). 

## Partnersteden
- Atuntaqui, Ecuador